# Epacris rigida
Epacris rigida là một loài thực vật có hoa trong họ Thạch nam. Loài này được Sieber ex Spreng. mô tả khoa học đầu tiên năm 1827.